# ジェームズ・テニー

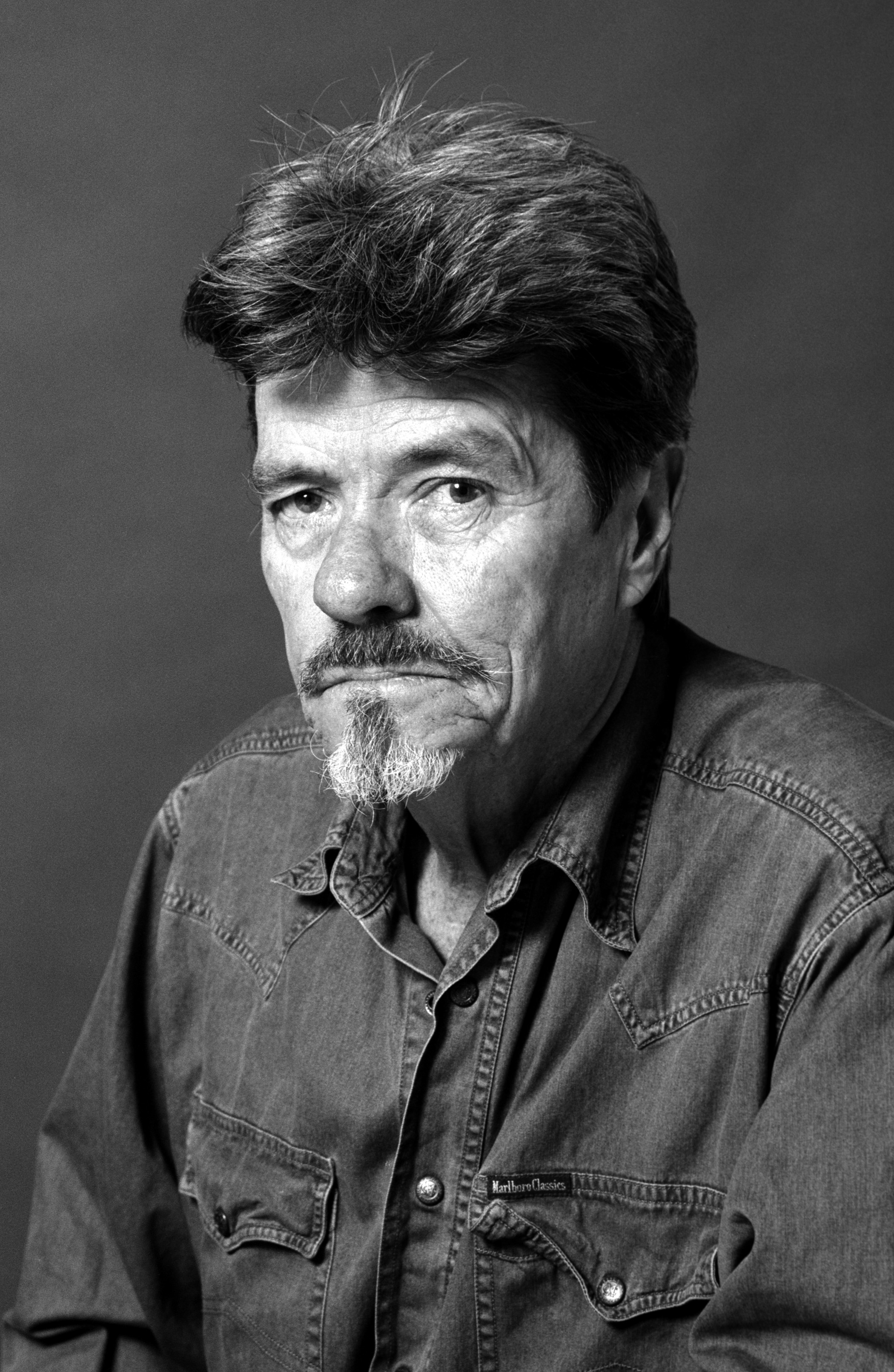
ジェームズ・テニー

ジェームズ・テニー（James Tenney, 1934年8月10日 - 2006年8月24日）は米国の現代音楽の作曲家・音楽理論家。

## 略歴と作風
ブルックリン・ポリテクニック、カリフォルニア芸術大学、カリフォルニア大学、ヨーク大学などで教壇に立ち、ジョン・ルーサー・アダムズやラリー・ポランスキーらの門人がいる。アメリカ現代音楽の理論家としてジョン・ケージからも絶大な信頼を得ていた。
ニューメキシコ州シルヴァーシティで生まれ、アリゾナ州とコロラド州で育った。デンヴァー大学やジュリアード音楽学校に学ぶかたわら、1958年にベニントン大学で文学士号を、1961年に文学修士号を取得。ピアノをエドゥアルト・シュトイアーマンに、作曲をカール・ラッグルズ、ジョン・ケージ、ハリー・パーチ、エドガー・ヴァレーズ、周文中らに師事。情報理論と作曲をリージャレン・ヒラーに師事し、確率論による初期のコンピューター音楽を作曲するが、その後はテープのディレイ効果や微分音・純正律を用いた器楽曲の創作に乗り換えた。演奏家としてはハリー・パーチやスティーヴ・ライヒ、フィリップ・グラスらの楽団や、ジョン・ケージと共演している。
テニーの作品は知覚や純正律、エルゴ理論（エルゴード性）を取り扱っており、その方法は単純なものから、手練手管を労したものまでさまざまである。「アンのために（高揚） For Ann (rising) 」のように、しばしば献辞がそのまま作品名にされることがある。2000年からはカリフォルニア芸術大学に呼び戻され教授職についた。
テニーは、ヴェルゴ・レーベルによるコンロン・ナンカロウ・エディション（《自動ピアノのための習作》シリーズ）に徹底した解説文を寄せており、ナンカロウはテニーの「コンロン・ナンカロウのための分光カノン Spectral Canon for Conlon Nancarrow 」をお気に入りとしてピアノロールに残した。「変速（超速度） Meta (+) Hodos 」は、ゲシュタルト理論や認知科学を適用した最初期の作品の一例であり、門人ラリー・ポランスキーの作風に先鞭をつけた。1980年代から「ユビュドへの道」や「ブリッジ」、「ピカ・ドン」などで、創作の全盛期を迎えていた。
ドイツでは1990年代にダルムシュタットに招かれ、著名になった。その後もオーストリアのクレムス等にラモンテ・ヤングと共に招待されゲネプロなどの公開などを含むレクチャーで多くの賛同者をヨーロッパにも作り出し、多くの研究論文が音楽学者によって雑誌に公表された。晩年は一連のケルン放送局からの委嘱も受けている。
2006年、肺癌により死去。72歳没。